# Echte Kerle
Echte Kerle (tj. Správní chlapi) je německý hraný film z roku 1996, který režíroval Rolf Silber podle vlastního scénáře. Filmová komedie zachycuje trable vrchního policejního komisaře, kterého snoubenka vyhodí nečekaně z bytu. Film se natáčel ve Frankfurtu nad Mohanem a v Kolíně nad Rýnem.

## Děj
Frankfurtský vrchní komisař Christoph Schwenk je typický macho, který ženy moc nechápe, ale předpokládá, že ony chápou jeho. Jednoho dne však objeví kufry za dveřmi bytu a jeho snoubenka mu oznámí, že se s ním rozchází. Opilý Christoph se v nočním klubu seznámí s automechanikem Edgarem a druhý den se probudí nahý v jeho bytě v posteli. Nemůže si vůbec vzpomenout na to, co se v noci odehrálo, což mu rozhodně neusnadňuje fakt, že Edgar je gay. Protože ale nemá kde bydlet, a auto mu ukradli zloději, přistoupí na Edgarovu nabídku, že u něj na pár dní zůstane. Mezitím se u policie objeví mladá, atraktivní policistka Helen, která je přidělena ke Christophovi a jeho kolegovi Mikovi na zaučení. Společně mají pátrat po gangu falšujícím doklady. Helen se do Christopha zamiluje, avšak situaci zkomplikuje fakt, když se na policejním oddělení rozšíří fáma, že Christoph a Edgar jsou milenci.

## Obsazení
| Christoph M. Ohrt   | Christoph Schwenk |
| Carin C. Tietze     | Helen             |
| Tim Bergmann        | Edgar             |
| Oliver Stokowski    | Mike              |
| Rudolf Kowalski     | Kallenbach        |
| Dieter Brandecker   | Deichsel          |
| Daniela Ziegler     | Iris              |
| Ina Weisse          | Karin             |
| Andreas Pietschmann | Marco             |

## Ocenění
- Německá filmová cena – nejlepší střih (Inez Regnier); nominace v kategorii nejlepší herec ve vedlejší roli (Tim Bergmann).
- Mezinárodní filmový festival v Emdenu – cena Bernharda Wickiho za nejlepší film.